# Wilhelm Werberger
Wilhelm Werberger (* 14. August 1881 in London; † 20. Jahrhundert) war von 1933 bis 1945 Landrat im Landkreis Pfaffenhofen an der Ilm. Nach Kriegsende wurde er durch die amerikanische Militärregierung seines Amtes als Landrat enthoben und verhaftet bzw. interniert.

## Werdegang
Nach seinem Abitur am Ludwigsgymnasium München studierte Werberger von 1901 bis 1906 Rechtswissenschaften ebenda. Im Jahr 1912 promovierte er mit seiner Dissertation Der Jagdschein nach bayerischem Rechte. Er arbeitete unter anderem am Staatsministerium des Innern für Kirchen- und Schulangelegenheiten und an der Polizeidirektion München.

## Politische Laufbahn
Werberger war ab Oktober 1933 Mitglied der SA und trat 1937 in die NSDAP ein (Mitgliedsnummer 4.692.871). Er war vom 16. September 1933 bis zum 30. April 1945 Bezirksamtsvorstand in Pfaffenhofen an der Ilm. Durch das im Rahmen der Gleichschaltung der Nationalsozialisten beschlossene Gesetz über den Neuaufbau des Reichs wurden die bayerischen Bezirksämter allerdings in Landkreise umbenannt, sodass Werberger ab 1939 offiziell das Amt des Landrats innehatte.
Nach dem Krieg wurde er am 28. April 1947 durch die Spruchkammer Pfaffenhofen zunächst als Belasteter eingestuft, ein Jahr später wurde er in Ingolstadt nur noch als Mitläufer eingereiht. Er wurde 1949 in den Ruhestand versetzt.

## Werke
- Wilhelm Werberger: Der Jagdschein nach bayerischem Rechte. Druck von V. Höfling, 1912.
- Wilhelm Werberger: Der Kampf gegen den Schmutz. 1927.